# Le Passeport rouge
Pour plus de détails, voir Fiche technique et Distribution.
Le Passeport rouge (Passaporto rosso) est un  film italien réalisé par Guido Brignone, sorti en 1935.

## Synopsis
L'action du film se déroule entre 1890 et 1922. Sur un paquebot à destination de l'Amérique du Sud, des émigrés italiens lient connaissance. Parmi ceux-ci, Maria Brunetti et son père Andrea, abordent un médecin lassé des incessants conflits politiques italiens. Andrea est employé plus tard à la construction d'une ligne ferroviaire et décédera des suites d'une épidémie. Sa fille, d'abord institutrice, sera ensuite contrainte d'exercer un emploi de chanteuse de cabaret. Cette expérience, plutôt dégradante, la conduit vers une mission chrétienne dans laquelle elle retrouve le docteur Lorenzo Casati rencontré autrefois sur le bateau. Au cours de nombreuses expériences, constituées d'affrontements sociaux et de luttes en tous genres, Maria et Lorenzo finiront par s'aimer, se marier et auront un fils. La vie leur réservera pourtant de nouvelles épreuves.

## Fiche technique
- Titre français : Le Passeport rouge[2]
- Titre original : Passaporto rosso
- Réalisation : Guido Brignone
- Scénario : Alfredo Guarini (sujet), Gian Gaspare Napolitano, Ivo Perilli (non crédité), Tomaso Smith
- Photographie : Ubaldo Arata - Noir et blanc
- Musique : Emilio Gragnani
- Décors : Guido Fiorini
- Costumes : Titina Rota
- Montage : Giuseppe Fatigati
- Production : Socita Anonima Stefano Pittaluga, Tirrenia Film (Rome)
- Pays de production :  Royaume d'Italie
- Genre : Drame
- Durée : 90 minutes (2 561 m)
- Année de sortie : 
  - Royaume d'Italie : août 1935 (Mostra de Venise 1935)
  - France : 19 janvier 1938[2]

## Distribution
- Isa Miranda : Maria Brunetti
- Filippo Scelzo : Lorenzo Casati, le médecin
- Ugo Ceseri : Antonio Spinelli
- Tina Lattanzi : Giulia Martini
- Olga Pescatori : Manuela Martini
- Giulio Donadio : Don Pancho Rivera
- Mario Ferrari : Don Pablo Ramirez
- Mario Pisu : Gianni Casati
- Oreste Fares : Andrea Brunetti, le père de Maria
- Miranda Bonansea

## Commentaire
Le titre du film évoque le passeport de couleur rouge (passaporto rosso) délivré par le royaume d'Italie aux candidats à l'émigration (décret du 13/11/1919 n. 2205). Celui-ci fut ensuite transformé en loi par décret royal (17/04/1925 n. 473). Il fut aboli en 1928 lorsque le flux migratoire se stabilisa et alors que le monde était à la veille d'une grave crise économique. Selon Jacques Lourcelles, l'œuvre de Guido Brignone n'aurait jamais été distribuée en France alors qu'elle serait une des réalisations italiennes « les plus étranges et les plus significatives » de la période fasciste.